# Steinebach/Sieg
Steinebach/Sieg là một đô thị thuộc huyện Altenkirchen, trong bang Rheinland-Pfalz, phía tây nước Đức. Đô thị Steinebach/Sieg có diện tích 4,55 km², dân số thời điểm ngày 31 tháng 12 năm 2006 là 1266 người.